# Prosper Menière
Prosper Menière (født 18. juni 1799 i Angers, død 7. februar 1862 i Paris) var en fransk læge som fandt ud af at det indre øre kan være kilden til den kombination af svimmelhed, høretab og tinnitus, som nu betegnes som Menières sygdom.
Menière blev født i Angers i Frankrig i en rig købmandsmandfamilie. Han klarede sig godt i skolen og begyndte at læse til læge på universitetet i Angers i 1816. Menière færdiggjorde medicinstudiet ved hospitalet Hôtel-Dieu de Paris i 1826 og blev doktor i medicin i 1828. Derefter blev han assistent for Guillaume Dupuytren på Hôtel-Dieu.
Han var involveret i kampen mod en koleraepidemi i Sydfrankrig i 1835 og blev udnævnt til ridder af Æreslegionen for sin indsats. I 1838 blev han direktør for Institut des Sourds-Muets, en institution for døvstumme i Paris.
Menière var aktiv i Paris' sociale liv og blandt hans venner i litterære kredse var forfatterne Victor Hugo og Honoré de Balzac.
Han døde af lungebetændelse i 1862.

## Stavning af navnet Menière
Menière selv skrev sit navn med kun en accent grave på det andet "e", hvilket fremgår af flere håndskrevne breve med hans underskrift. I litteraturen ses ofte også stavemåden Ménière.